# Mālbījār
Mālbījār är en ort i Iran.   Den ligger i provinsen Gilan, i den norra delen av landet, 210 km nordväst om huvudstaden Teheran. Mālbījār ligger 1 meter över havet och antalet invånare är 158.
Terrängen runt Mālbījār är platt åt nordväst, men åt sydost är den kuperad.Runt Mālbījār är det ganska tätbefolkat, med 155 invånare per kvadratkilometer. Närmaste större samhälle är Lāhījān, 2,9 km öster om Mālbījār. Omgivningarna runt Mālbījār är en mosaik av jordbruksmark och naturlig växtlighet.